# Ami kim
Ami kim은 대한민국의 여성 헤비메탈 드러머 겸 키보디스트, 음악 프로그래머이다. 스피드 파워 메탈 밴드 Band Mizy에서 키보디스트였으나, 드러머의 탈퇴로 드러머로 전향하였다.
10대 때부터 록 밴드활동을 했고, 한국의 인디밴드씬에서 주로 키보디스트로 알려져 있었다. 이화여대 음악대학 작곡과를 졸업하였고, 한국음악과 거문고를 부전공했다.
드러머로서는 밴드미지의 세곡이 수록된 싱글앨범 the wild run을 발표했다. 2017년 6월부터 유튜브에서 드럼 연주 비디오의 크리에이터로 활동 중이다.
2022년 4곡이 수록된 2번째 Ep 앨범 Free world와 마찬가지로 4곡이 수록된 3번째 EP 앨범 Power Me 를 발표했다.
2022년 싱글곡 가을과 달빛 2곡의 발라드곡, 2023년 4계절 모음곡집중 가을과 봄 두개의 가곡을 디지털 싱글로 발표했다.

2023년 10월 밴드미지 4번째 EP Fly higher 를 발표했다.
2023년 12월 싱글 The Story I Want To Tell You 를 디지털 싱글로 발매하였다.

## 어린 시절
7남매의 6째 자녀로 태어났으며, 어려서부터 손윗 형제들의 영향으로 영미권의 팝,록음악을 일찍 접했다. 음악을 즐기는 가풍이었으나 남매들의 대부분은 미술쪽 영역에 있으며 가족중에 음악가는 없다.
키보디스트 시절의 프로필에서 그녀는 핑크플로이드의 영향을 받았다고 한다. 특히 11세에 영화 "핑크플로이드의 벽"을 시청한 계기로 뮤지션이 되어야겠다고 결심했다고 한다.